# Masses d'aigua de l'Azerbaidjan

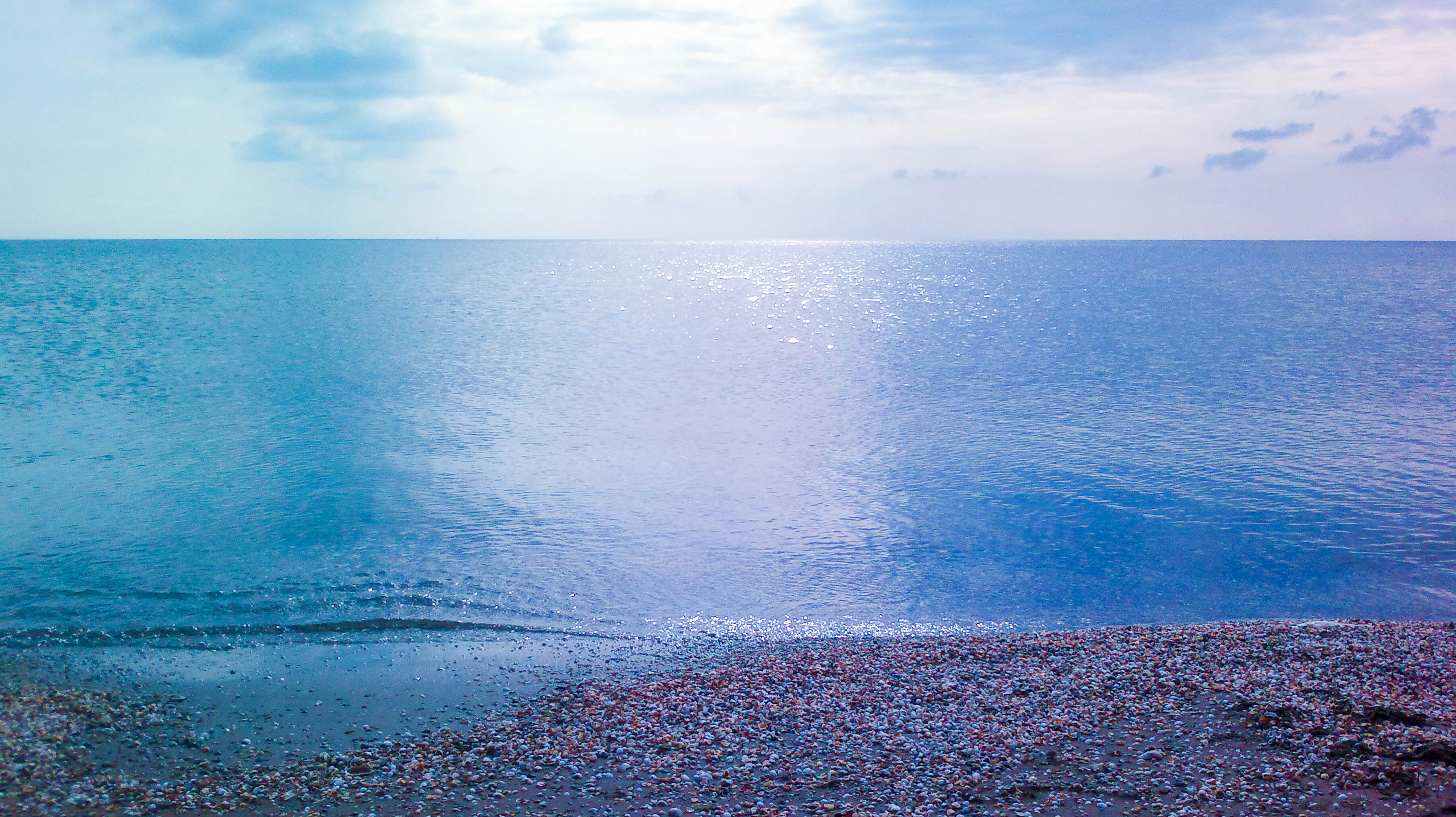
Costa de la mar Càspia a Hövsan.

Les masses d'aigua de l'Azerbaidjan es van formar durant un llarg període geològic i van canviar significativament durant aquest període. Això ho demostren en particular les restes d'antics rius trobats arreu del país. Els sistemes hídrics del país canvien contínuament sota la influència de les forces naturals i les activitats industrials introduïdes per humans. Els rius (canals) i estanys artificials formen part dels sistemes hídrics de l'Azerbaidjan.
La hidrografia de l'Azerbaidjan pertany bàsicament a la conca del mar Caspi.

## Rius

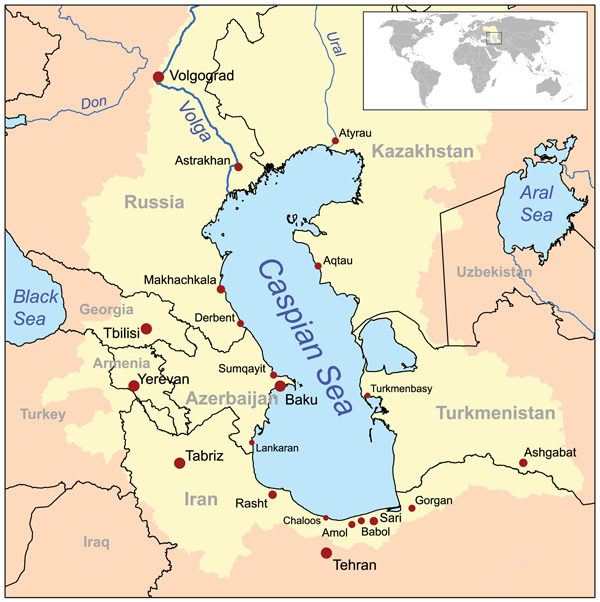
Mapa de la conca hidrogràfica de la mar Càspia a la qual flueixen tots els rius de l'Azerbaidjan.

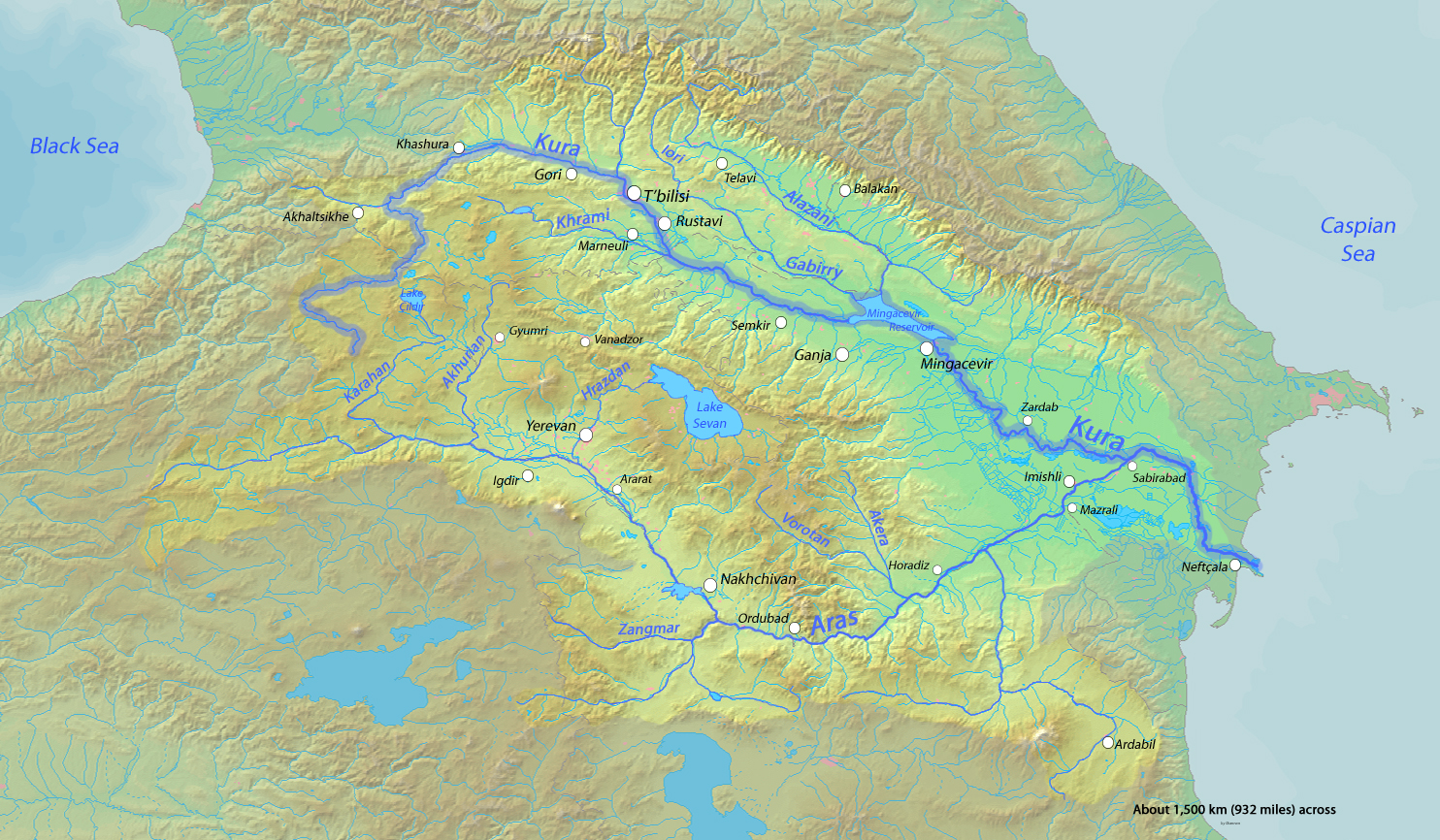
El Kür i l'Araz són els rius més llargs de l'Azerbaidjan i la seva conca hidrogràfica cobreix la major part del país.

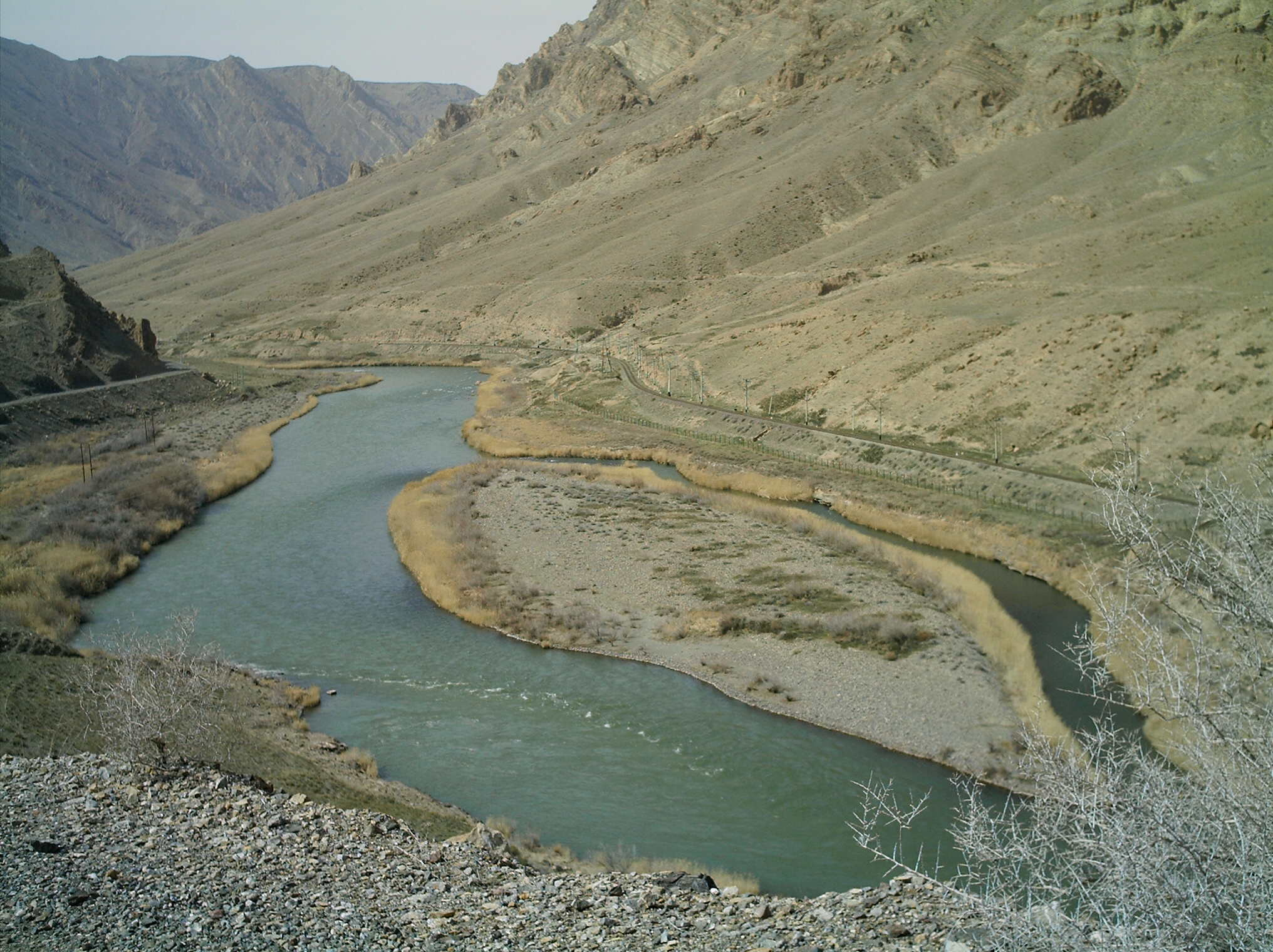
El riu Araz al llarg de la frontera l'Iraniana amb Nakhtxivan, Azerbaidjan.

Els rius són la part principal dels sistemes d'aigua de l'Azerbaidjan. Hi ha 8.359 rius de diverses longituds dins l'Azerbaidjan. D'ells 8.188 rius tenen menys de 25 quilòmetres de longitud. Només 24 rius tenen una longitud de més de 100 quilòmetres.
Els rius més grans que flueixen pel país són:
- Kür, font principal d'aigua i l'artèria del país[2]
- Araz
- Qanıx, situat a Alazan
- Qabırlı, també conegut com Iori
- Khrami
- Samur
- Pirsaatçay
- Bolqarçay, situat al districte de Cəlilabad
- Ağstafa
- Hekeriyçay, també conegut com a Hekeri
- Kurekchay
- Tərtərçay
  - Ağdabançay
  - Levçay
  - Turağayçay
- Türyançay
- Vileix
- Qarqarçay

### Sistema fluvial
Els rius a l'Azerbaidjan es poden dividir en tres grups:
1. Els rius de la conca hidrogràfica del Kura (Qanix, Qabirri, Turyan, Agstafa, Shekir, Terter, Khachin, etc.)
2. Els rius de la conca hidrogràfica de l'Araxes (Arpachay, Nakhchivan, Okhchu, Hekeri, Kondelenchay, etc.)
3. Rius, que flueixen directament a la mar Càspia (Samur, Gudyal, Velvele, Vilesh, Lenkeran, etc.)

Els sistemes fluvials de l'Azerbaidjan canvien i evolucionen sota la influència de diversos factors fisiogràfics: clima, paisatge, estructura geològica, sòl i vegetació.
La densitat de la xarxa fluvial augmenta, després disminueix gradualment amb altituds més elevades. Excepte la regió de Talix (1.6-2.2 km/km²), la densitat del sistema fluvial és la més alta (1–2 km/km²) a 1.000-2.500 quilòmetres, mentre que a la zona de les muntanyes de Talix puja fins a 1.6-2.2 km/km² a 500-1,000 km. La densitat mitjana del sistema fluvial de l'Azerbaidjan és de 0.39 km/km². La densitat és fins i tot inferior a 0.05 km/km² a les planes.

### Kura i Araxes
El Kura i l'Araxes són els rius més llargs de l'Azerbaidjan. Flueixen per la plana de Kur-Araz. Els rius que desemboquen directament a la mar Càspia, provenen principalment del vessant nord-est del Gran Caucas i les muntanyes Talix i discorren per les terres baixes de Samur-Devechi i Lenkeran.
L'àrea de la conca hidrogràfica del Kura (86,000 km²) fins a la cruïlla amb el riu Araxes és menor que la conca hidrogràfica de l'Araxes (101,937 km²). El riu és encara anomenat Kura a la cruïlla perquè el nivell de l'aigua del Kura és el doble que el del riu Araxes.

## Llacs
- Ağgöl
- Ajinohur
- Alagöl
- Boyukshor
- Göygöl
- Hacıqabul
- Jandari
- Maralgöl
- Masazir

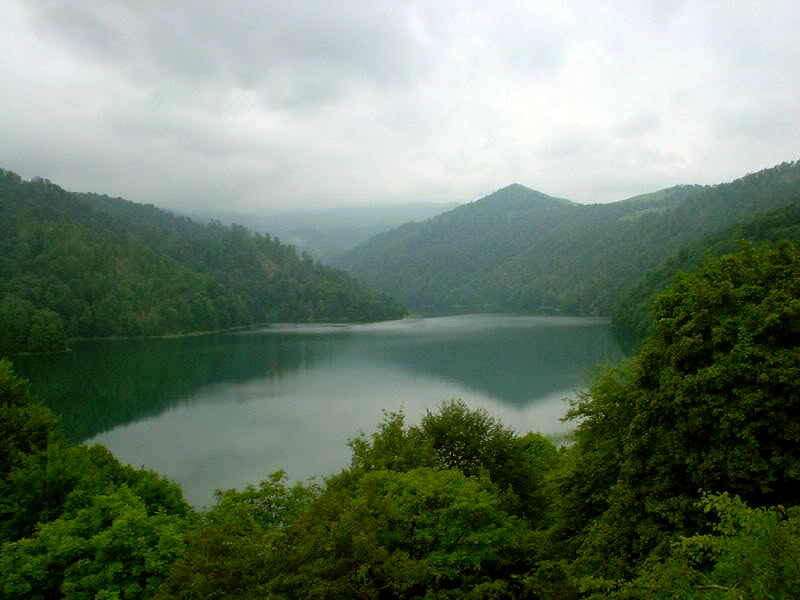
Llac Göygöl

- Sarısu, el llac més gran per superfície i volum[2]

## Embassaments

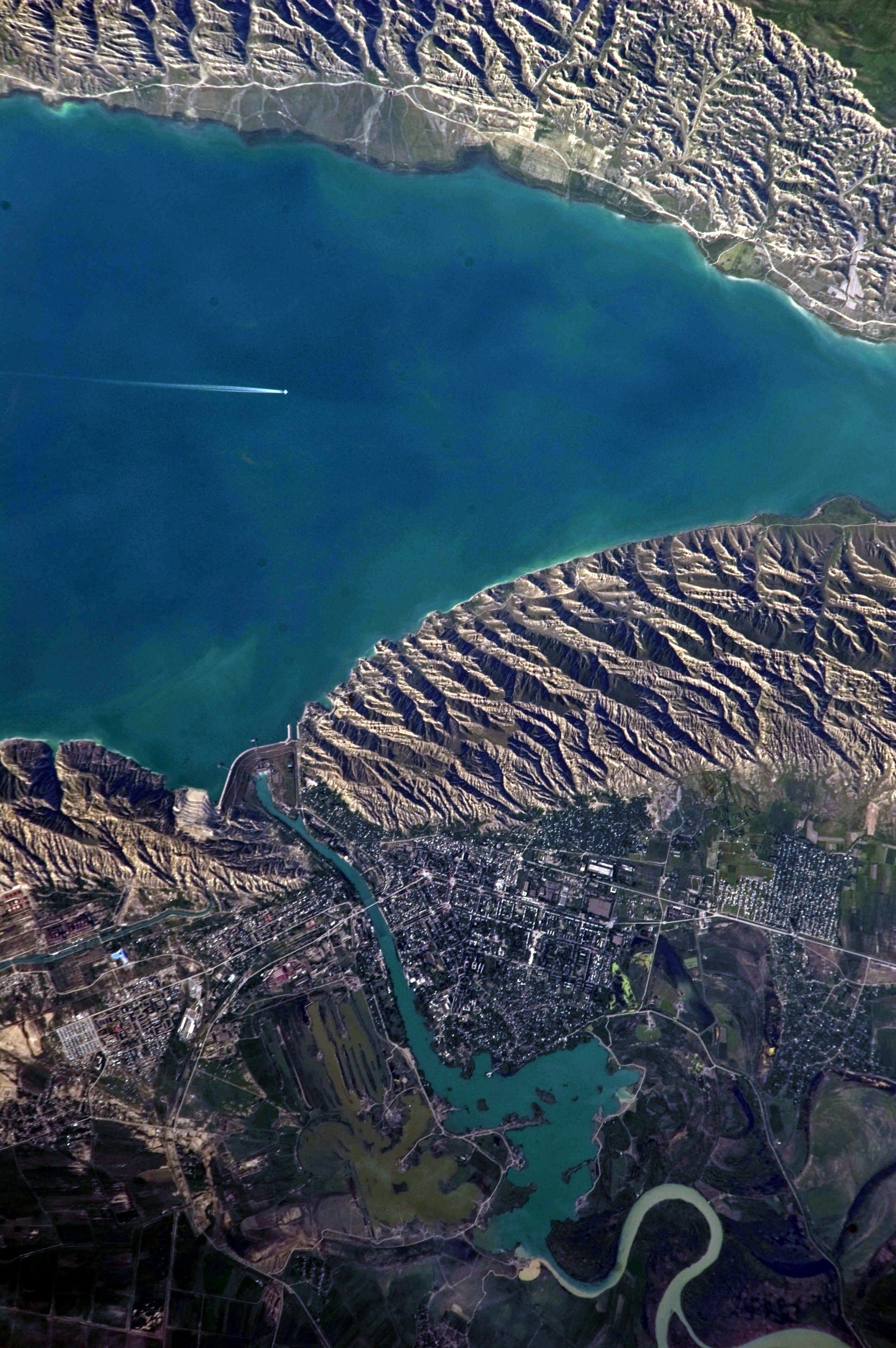
Embassament de Mingəçevir vist des de l'espai.

S'han construït més de 60 embassaments d'aigua per tal de regular el cabal del riu a l'Azerbaidjan. La formació d'aquests embassaments és una de les mesures que s'han dut a terme per racionar l'aprofitament dels recursos energètics i d'aigua.
Els majors embassaments d'aigua són:
- Agstafachay
- Araz
- Jeyranbatan
- Xanbulançay
- Mingəçevir, l'embassament més gran per àrea[2]
- Sarsang
- Şəmkir
- Varvara
- Viləşçay
- Yenikend

Els embassaments de l'Azerbaidjan estan dissenyats per ser utilitzats per a diversos propòsits, mentre que la majoria d'altres estanys s'utilitzen exclusivament per a reg.